# Edward Lonka
Edward Stefan Lonka (ur. 28 marca 1957 w Bytomiu) – polski piłkarz grający na pozycji napastnika.

## Kariera piłkarska
Karierę piłkarską rozpoczął w 1975 w Polonii Bytom, którego reprezentował do 1981.
Następnie przeszedł do Widzewa Łódź, gdzie grał obok gwiazd polskiej piłki nożnej m.in. Zbigniewa Bońka, Włodzimierza Smolarka i zdobył z nimi mistrzostwo Polski w sezonie 1981/1982. Jednak nie mógł liczyć na regularne występy w klubie i po roku czasu odszedł z klubu.
Po pobycie w Widzewie Łódź wrócił do Polonii Bytom, która wówczas grała w II lidze. W sezonie 1985/1986 uzyskał z drużyną awans do ekstraklasy jednak po spadku z niej w następnym sezonie odszedł z klubu.
Potem wyjechał do Australii grać w polonijnym klubie Polonia Adelaide, gdzie w 1988 zakończył karierę.

## Sukcesy

### Polonia Bytom
- Awans do ekstraklasy: 1977, 1986

### Widzew Łódź
- Mistrz Polski: 1982